# Сильва, Хосе Асунсьон
Хосе Асунсьон Салустиано Сильва Гомес (исп. José Asunción Salustiano Facundo Silva Gómez; 27 ноября 1865, Богота — 23 мая 1896, там же) — колумбийский поэт-романтик, один из крупнейших поэтов испанского языка.

## Биография
Из богатой аристократической семьи, впоследствии разорившейся. Начал писать в десятилетнем возрасте. В 1884—1885 путешествовал по Европе, жил в Париже, Лондоне, Женеве, познакомился со Стефаном Малларме и Гюставом Моро. Был вынужден вернуться на родину из-за огромных долгов, оставшихся после смерти отца. Поступил на дипломатическую службу, служил в Каракасе. В 1892 потерял горячо любимую сестру Эльвиру. В 1895 во время кораблекрушения погибли рукописи его поэзии и прозы. Он восстановил по памяти книгу стихов (около 150 стихотворений) и роман «После обеда», которые и составили его наследие. Покончил с собой револьверным выстрелом в сердце. За некоторое время до того некий врач пометил место, куда нужно стрелять.
Похоронен на Центральном кладбище Боготы.

## Творчество
Одна из крупнейших фигур испаноязычного модернизма. Из его лирики наиболее известны четыре «Ноктюрна», третий из которых посвящён памяти сестры.

## Наследие и признание
Написанное Сильвой было опубликовано лишь после его смерти. Собрание его сочинений не раз переиздавалось, роман вышел с предисловием Гарсиа Маркеса. В 1986 в доме поэта открыт Дом Поэзии, носящий его имя.
В числе новых банкнот Колумбии, которые вышли в обращение в 2016 году, есть купюра в 5000 колумбийских песо, главным героем которой стал поэт Хосе Асунсьон Сильва. Ранее в 2007 г.его  портрет был помещён на купюру такого же достоинства.

## Публикации на русском языке
- Стихотворения// Флейта в сельве/ Сост.,предисл.,коммент. Л. С. Осповата. М.: Художественная литература, 1977